# Агуа-Фриа
Агуа-Фриа (Агуа-Фрия; англ. Agua Fria River, от исп. agua fría — «холодная вода») — река в штате Аризона (округа Явапаи и Марикопа), США. Длина составляет около 193 км, площадь водосборного бассейна — 6303,26 км².
Агуа-Фриа берёт начало на высоте более 1300 м в лесистых горах примерно в 30 км к северо-востоку от города Прескотт. Оттуда она течёт преимущественно в южном направлении, протекая через города Прескотт-Валли, где в неё впадает Линкс-Крик (англ. Lynx Creek), и Дьюи-Гумбольдт. На этом участке теченние непостоянно.
К северу от города Мейер реку питают много ключей, там она течёт круглогодично. Далее она пересекает автостраду I-17 около соединения той с AZ-69 и объединяется с ручьями Йеллоу-Джекет-Крик и Сикамор-Крик. Ниже она образует каньон Агуа-Фриа, который является Национальным монументом (охраняемой территорией). В пределах каньона есть два участка с постоянным течением. Ниже каньона течение в реке тоже сезонное. Далее река протекает через Блэк-Каньон, где в неё впадает множество притоков. Участок входит в заповедник Агуа-Фриа (англ. Agua Fria Wildlife Preserve).

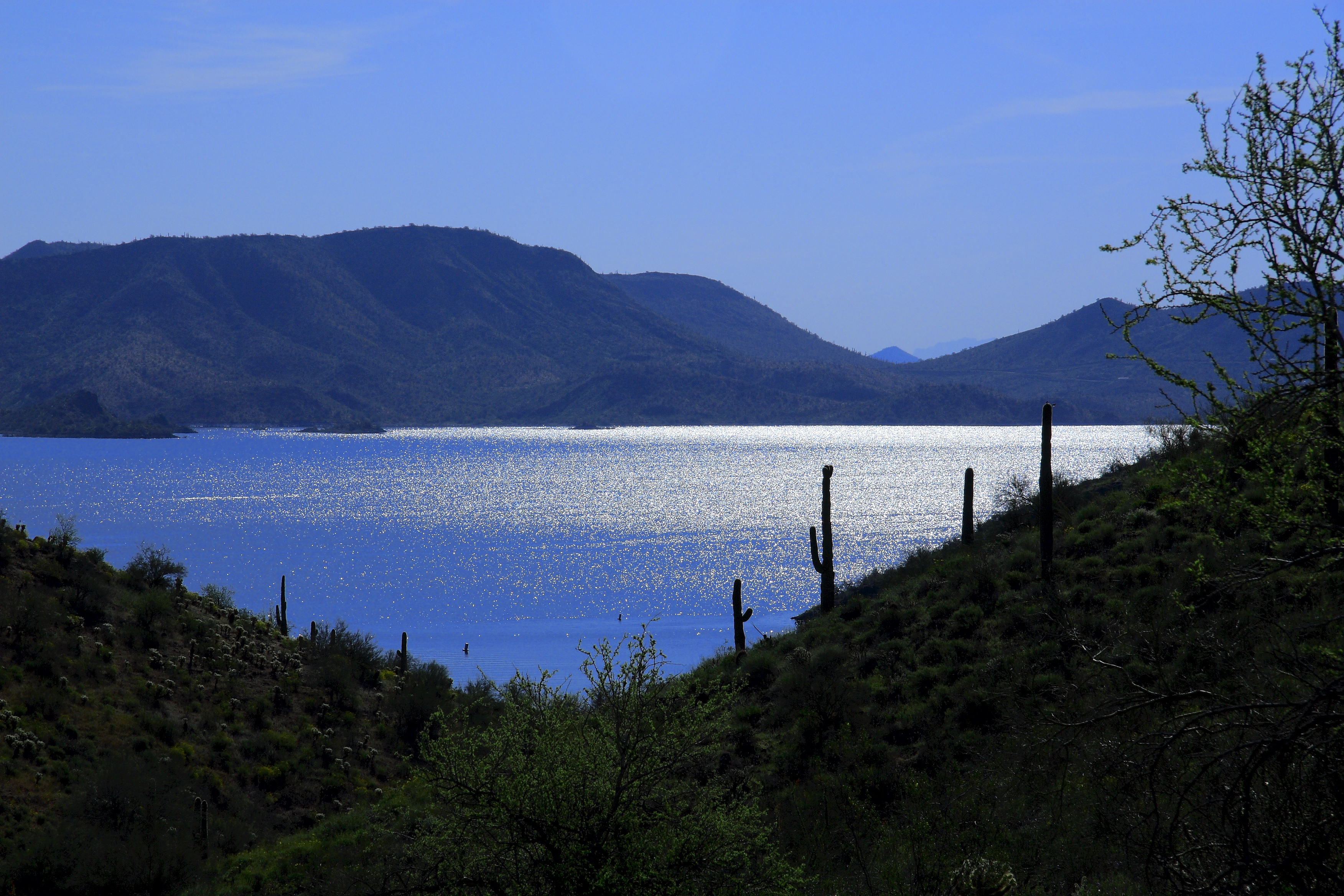
Водохранилище Лейк-Плезант

Ниже река впадает в водохранилище Лейк-Плезант, образованное плотиной Нью-Уаддел (расположена в 56 км к северо-западу от Финикса и 45 км от устья реки). Водохранилище получает воду как из Агуа-Фриа, так и из реки Колорадо через систему Сентрал-Аризона (Акведук Хэйден-Родса). После постройки плотины Агуа-Фриа ниже водохранилища превратилась в эфемерный (временный) водоток, где течение наблюдается только во время дождя или сброса вод из водохранилища. Приблизительно в 6 км ниже по течению в реку перебрасывается часть воды системы Сентрал-Аризона для пополнения водоносных горизонтов.
Агуа-Фриа впадает в реку Хила к западу от Финикса, около посёлка Эвондейл. Около её устья, в район, где встречаются реки Агуа-Фриа, Хила и Солт, подаются очищенные сточные воды из очистного сооружения 91-го авеню (англ. 91st Avenue Wastewater Treatment Plant), благодаря чему там образовалось болото Трес-Риос (англ. Tres Rios wetlands).
Крупнейшими притоками Агуа-Фриа являются Биг-Баг-Крик, Сильвер-Крик, Йеллоу-Джекет-Крик и Сикамор-Крик, все пересыхающие.
Расход воды составляет около 4,5 м³/с. Среднегодовая температура воздуха в бассейне — 17,62 °C, среднегодовая норма осадков — 416,27 мм. Максимальный зарегистрированный расход воды между 1970 и 2002 годами у Рок-Спрингс составил около 1685 м³/с (февраль 1980 года), до начала систематических измерений максимальный расход был зарегистрирован в 1920 году и составил около 2400 м³/с. Максимальный среднегодовой расход воды составил около 14 м³/с, минимальный — около 0,06 м³/с.
Каньон Агуа-Фриа входит в охраняемую территорию Агуа-Фриа (англ. Agua Fria National Monument) площадью около 287 км². Кроме каньона территория включает в себя полупустынное плато, покрытое лугами. Вдоль русел тянутся тугайные леса. В данном районе водятся койоты, рыси, антилопы, чернохвостые олени, пекари и множество видов птиц. В реках водится Catostomus clarkii (чукучаны), Agosia chrysogaster, Gila intermedia и Rhinichthys osculus (карповые), пустынный карпозубик и Poeciliopsis occidentalis (пецилиопсисы, пецилиевые). Всего на начало 2000-х годов длина непересыхающих участков Агуа-Фриа в этом районе составила около 10 км, её притоков Эш-Крик и Сикамор-Крик — приблизительно по 13 км.
Главными породами в бассейне реки являются аллювиальные песок и гравий, вулканические породы, конгломерат и кристаллические породы. Подземные воды удерживают, в основном, аллювиальные породы и конгломерат.